# Durvillaea antarctica
Кочаюйо (Durvillaea antarctica) — вид бурих водоростей родини Durvillaeaceae.

## Назва
У мові кечуа вид називають: cochayuyo (cocha: озеро, та yuyo: бур’ян), та hulte. 

## Будова
Шкірястий талом водорості варіюється від зеленого до золото-коричневого. 
Має унікальну сотову будову, що дозволяє рослині плавати на поверхні води та бути стійким проти ударів хвиль.
Ця структура також сприяє широкому розповсюдженню водорості, оскільки відрвані від основи шматки талома можуть відноситися течіями далеко від місця зростання.
Основа Durvillaea antarctica дуже міцна і її важко відірвати від субстрату.
Durvillaea antarctica розмножується статевим шляхом, виробляючи яйцеклітини та сперму, які виділяються у воду. Велика особина може виробити 100 мільйонів статевих клітин за дванадцять годин.

## Ареал та середовище
Трапляється на узбережжі Чилі, південній частині Нової Зеландії та на острові Маккуорі.

## Практичне використання
Стебла водорості збирають на узбережжі Чилі та використовують у чилійській кухні. Готують за різними рецептами, включаючи салати та тушковані страви.
У маорі листя Durvillaea antarctica використовуються для виготовлення традиційних мішків pōhā, які використовуються для перенесення та зберігання їжі та прісної води, для перенесення живих молюсків, а також виготовлення одягу та спортивного спорядження.

## Галерея

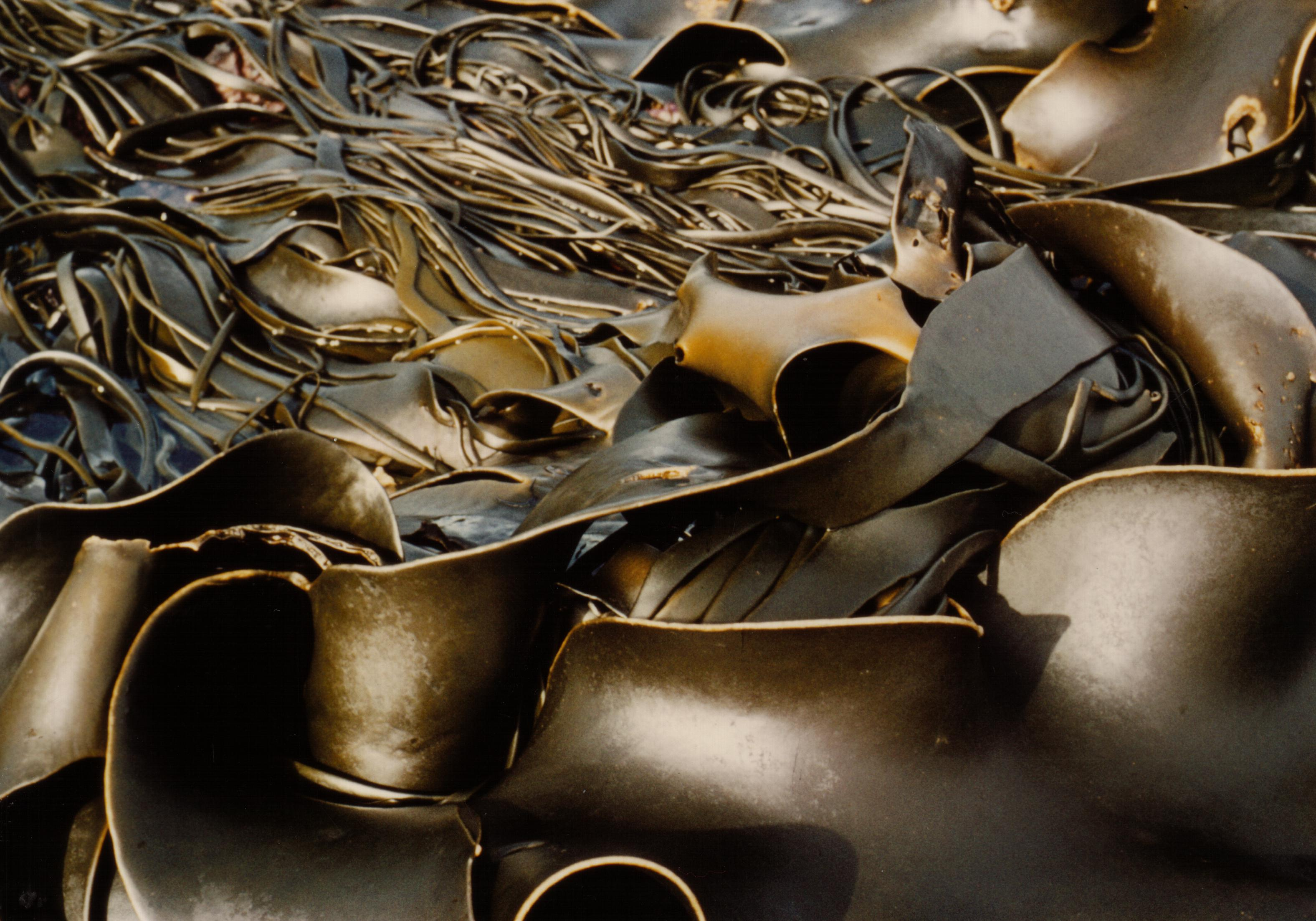
Талом
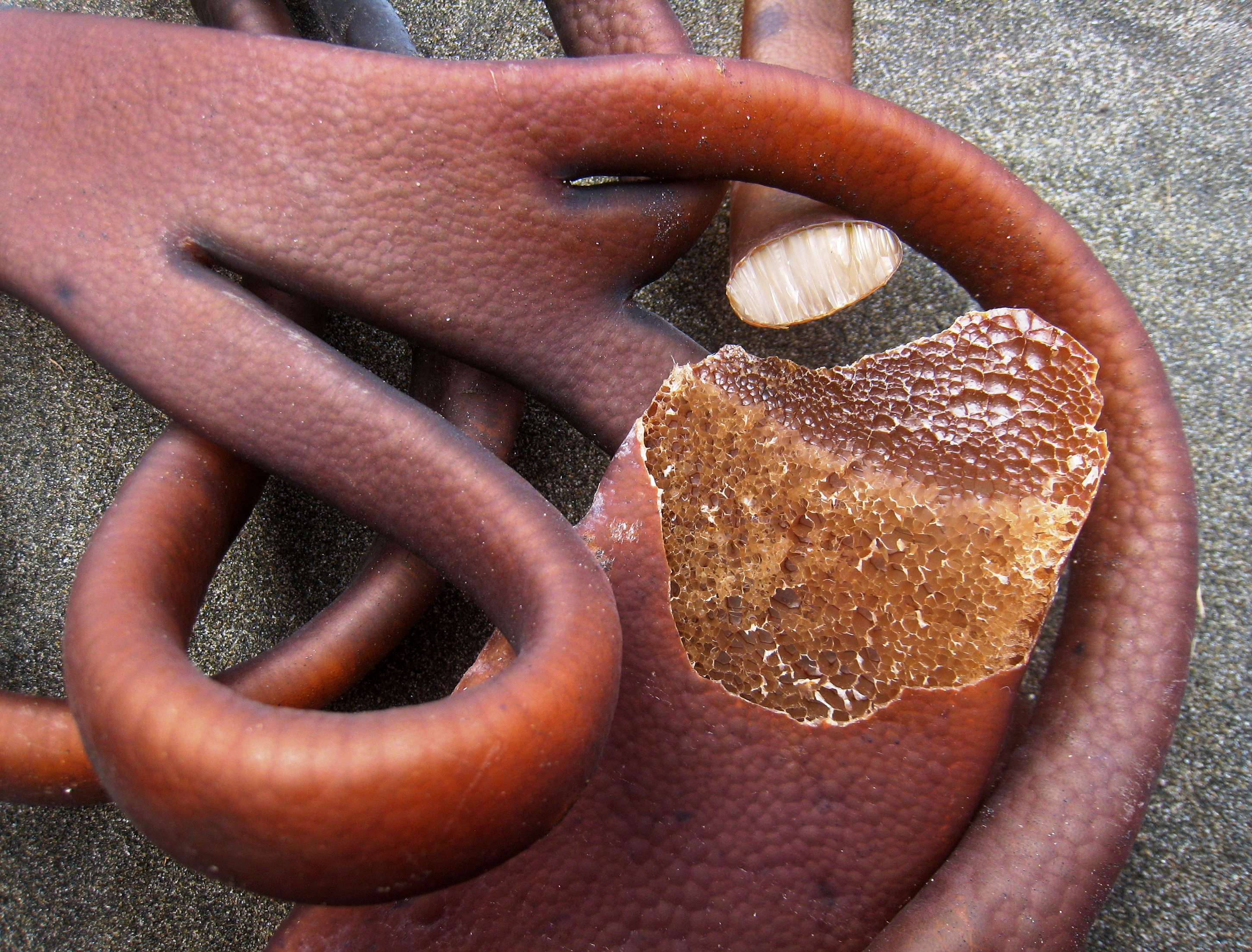
Структура водорості в розрізі
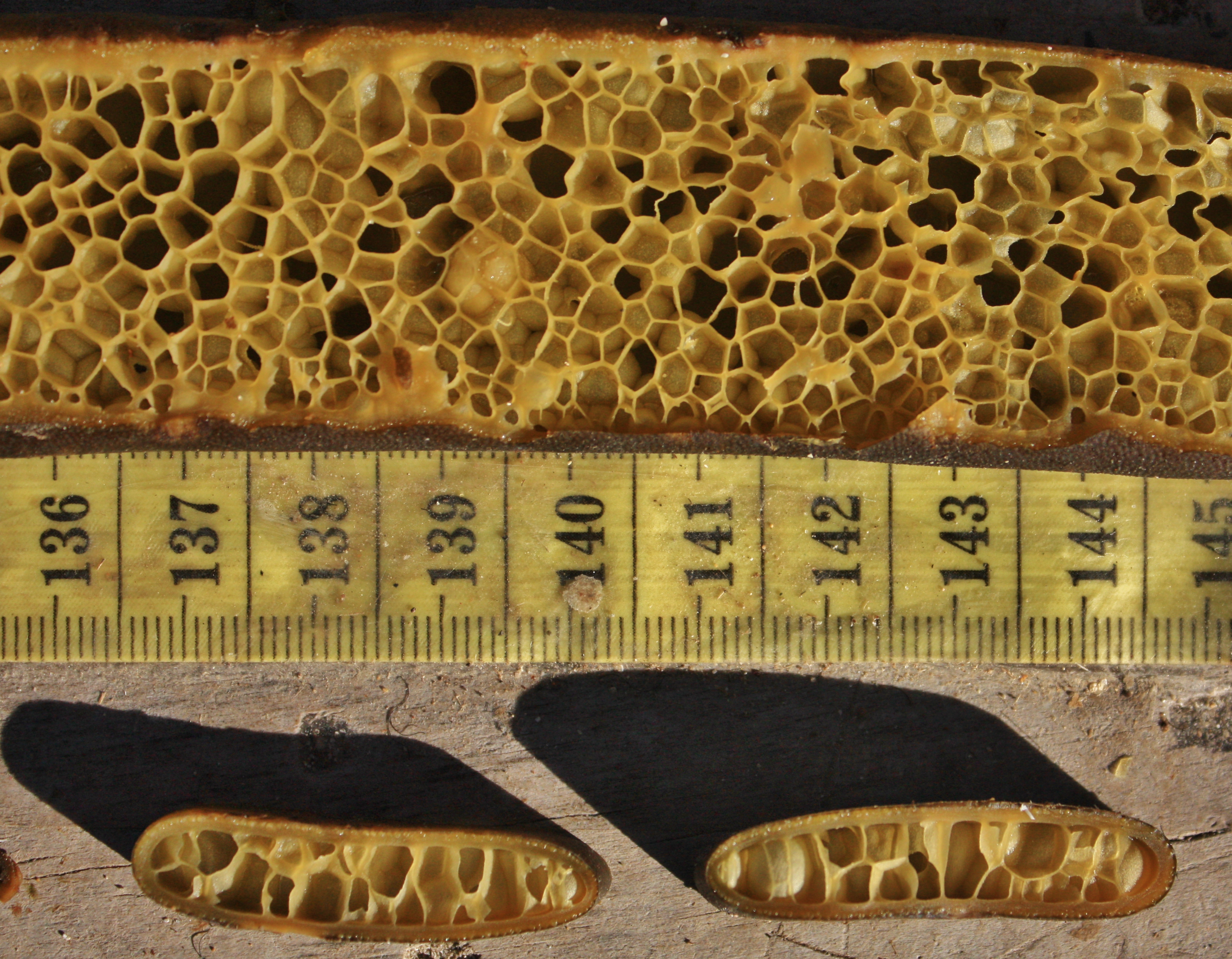
Структура водорості в розрізі
- Durvillaea antarctica на узбережжі Нової Зеландії
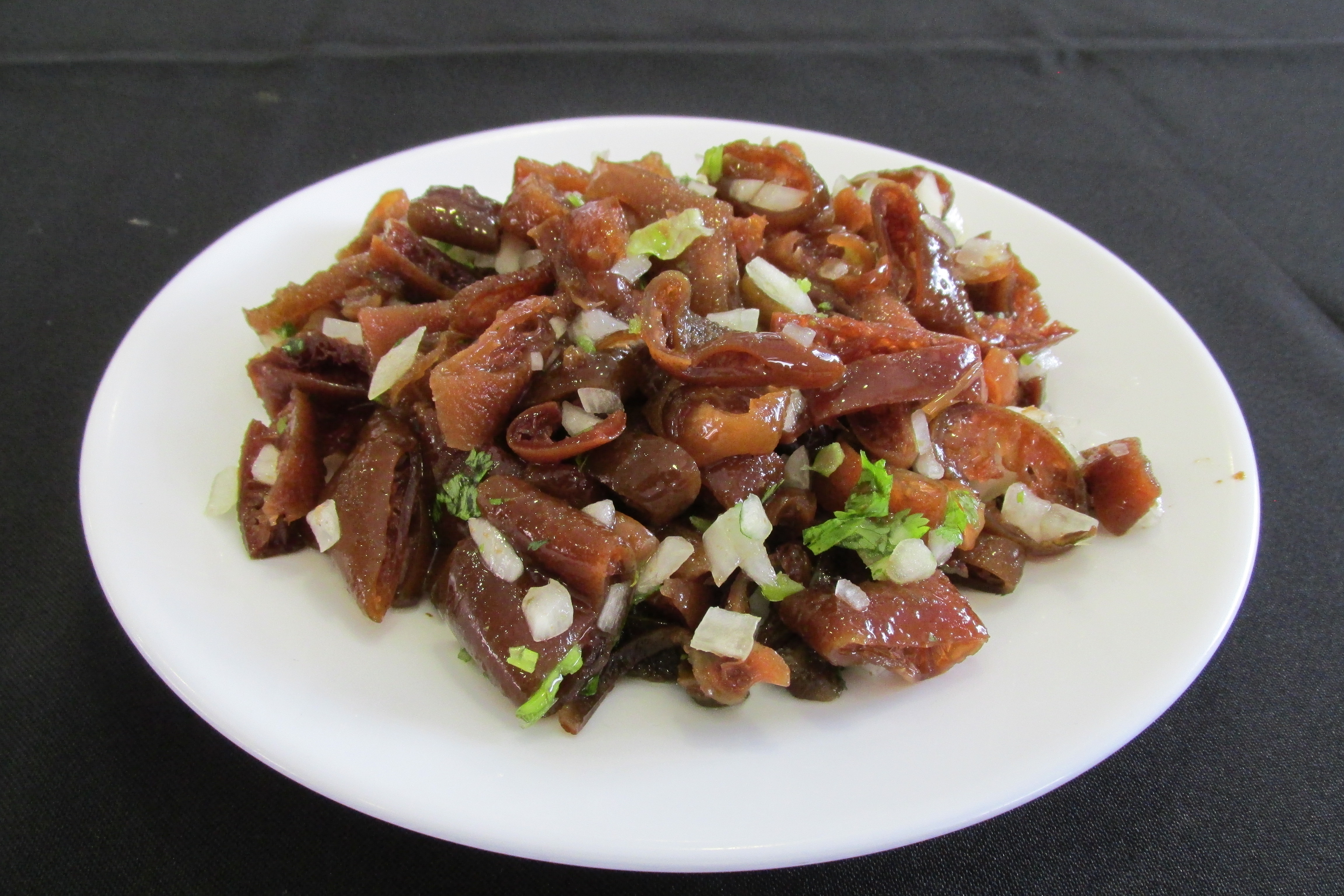
Салат з водорості
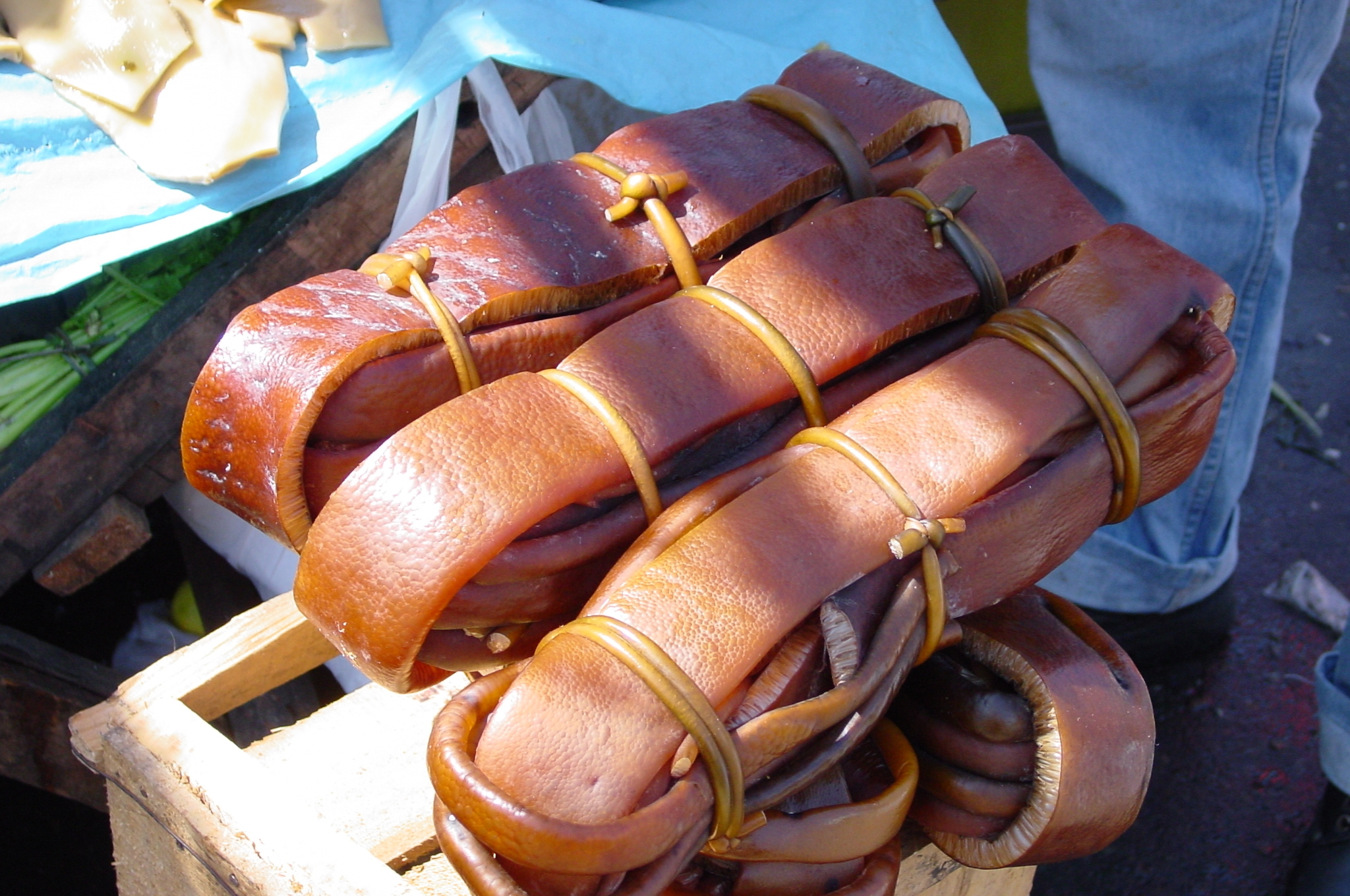
Торгівля водорістю